# Ніколаєвка 2-а
Нікола́євка 2-а (рос. Николаевка 2-я) — село у складі Маріїнського округу Кемеровської області, Росія.

## Населення
Населення — 518 осіб (2010; 559 у 2002).
Національний склад (станом на 2002 рік):
- росіяни — 94 %